# Criciúma
Criciúma là một đô thị thuộc bang Santa Catarina, Brasil. Đô thị này có diện tích 209,8 km², dân số năm 2007 là 185506 người, mật độ 938,3 người/km².